# ココロアンテナ
「ココロアンテナ」は、ロックバンド・少年カミカゼのメジャーデビューシングル。

## 解説
表題曲はTX系『元祖!でぶや』エンディングテーマ。CD EXTRA仕様の初回限定盤もリリースされた。

## 収録曲
（全編曲：Jazzy-KANAI&少年カミカゼ）
1. ココロアンテナ [4:06]
作詞：KAZZNORI&SACO、作曲：KAZZNORI
2. TERROR TEMPLE [3:03]
作詞：KAZZNORI、作曲：KAZZNORI&TSUKASA
3. ココロアンテナ 〜DANCI ver.〜 [4:08]
4. ココロアンテナ 〜JOCY ver.〜 [4:07]
5. ココロアンテナ（Inst.） [4:07]
6. TERROR TEMPLE（Inst.） [3:03]